# William A. Barstow
William Augustus Barstow, född 13 september 1813 i Plainfield, Connecticut, död 14 december 1865 i Leavenworth, Kansas, var en amerikansk demokratisk politiker och general. Han var den tredje guvernören i delstaten Wisconsin 1854-1856.
Barstow flyttade 1839 till Wisconsinterritoriet. Han gifte sig 1844 med Maria Quarles. Paret fick två barn.
Barstow var delstatens statssekreterare (Wisconsin Secretary of State) 1850-1852. Han vann guvernörsvalet 1853 som demokraternas kandidat. Som guvernör profilerade han sig som motståndare till knownothings invandrarfientliga politik.
Guvernörsvalet 1855 mellan Barstow och republikanen Coles Bashford var mycket jämn. Enligt de första resultaten hade Barstow vunnit med 157 rösters marginal. Barstow förklarades till valets vinnare och han inledde 7 januari 1856 sin andra mandatperiod som guvernör. Bashford skyllde på valfusk och krävde en omräkning. Risken för inbördeskrig ökade. Till sist avgick Barstow. Han efterträddes 21 mars 1856 av Arthur MacArthur. Några dagar senare kunde Bashford tillträda som guvernör enligt ett beslut av Wisconsins högsta domstol.
Barstow deltog i amerikanska inbördeskriget först som överste i nordstatsarmén. Han befordrades 13 mars 1865 till brigadgeneral. Han avled senare samma år i Leavenworth.